# Ла-Э-Сент
Ла-Э-Сент (от фр. Haie «живая изгородь» и фр. Sainte «святой»; названо в честь тернового венца Иисуса Христа или кустарниковой изгороди вокруг поля поблизости) представляет собой комплекс фермерских домов, окружённый стеной. Она располагается у подножия склона на дороге Шарлеруа-Брюссель в деревне Плансенуа в провинции Валлонский Брабант в Бельгии. Она мало изменилась с тех пор, как сыграла важную роль в битве при Ватерлоо 18 июня 1815 года.
Во время битвы при Ватерлоо Ла-Э-Сент защищали около 400 немецких и британских солдат. Атакующие французские войска многократно превосходили их по численности, но они держались до позднего вечера, когда им пришлось отступить из-за отсутствия боеприпасов. Если бы Наполеон захватил Ла-Э-Сент в начале дня, он почти наверняка прорвался через центр войск союзников и разбил армию герцога Веллингтона.
Захват Ла-Э-Сент ранним вечером дал французам преимущество в виде хорошей оборонительной позиции, с которой можно было начать потенциально решающую атаку на центр союзников. Однако Наполеон опоздал — к этому времени на поле битвы прибыли Блюхер и прусская армия, и французское войско было разгромлено.

## Стратегическое значение

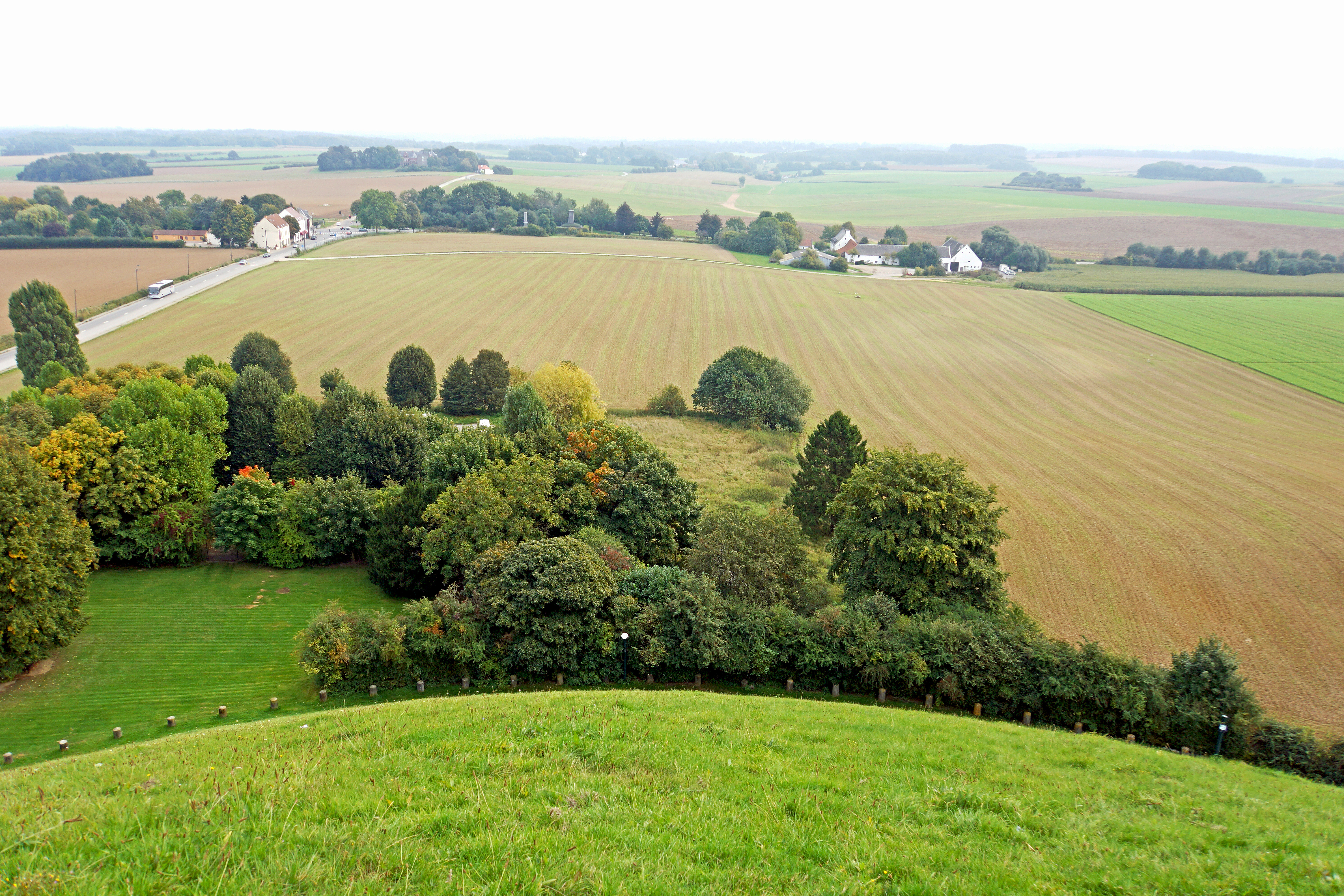
Вид на поле битвы со Насыпи льва. Справа вверху расположены здания Ла-Э-Сент

Дорога ведёт от постоялого двора Бель-Альянс, где в утро битвы находилась штаб-квартира Наполеона, через центр французской линии фронта, до перекрестка на гребне, который находится на вершине откоса, а затем на Брюссель. Герцог Веллингтон разместил большинство своих войск по обе стороны от брюссельской дороги за хребтом со стороны Брюсселя. Благодаря этому бо́льшая часть его сил была вне зоны действия французской артиллерии.
В ночь с 17 на 18 французы использовали ворота фермы на дрова. Поэтому, когда Королевский германский легион (КГЛ) утром разместился на ферме, им пришлось поспешно укреплять Ла-Э-Сент.

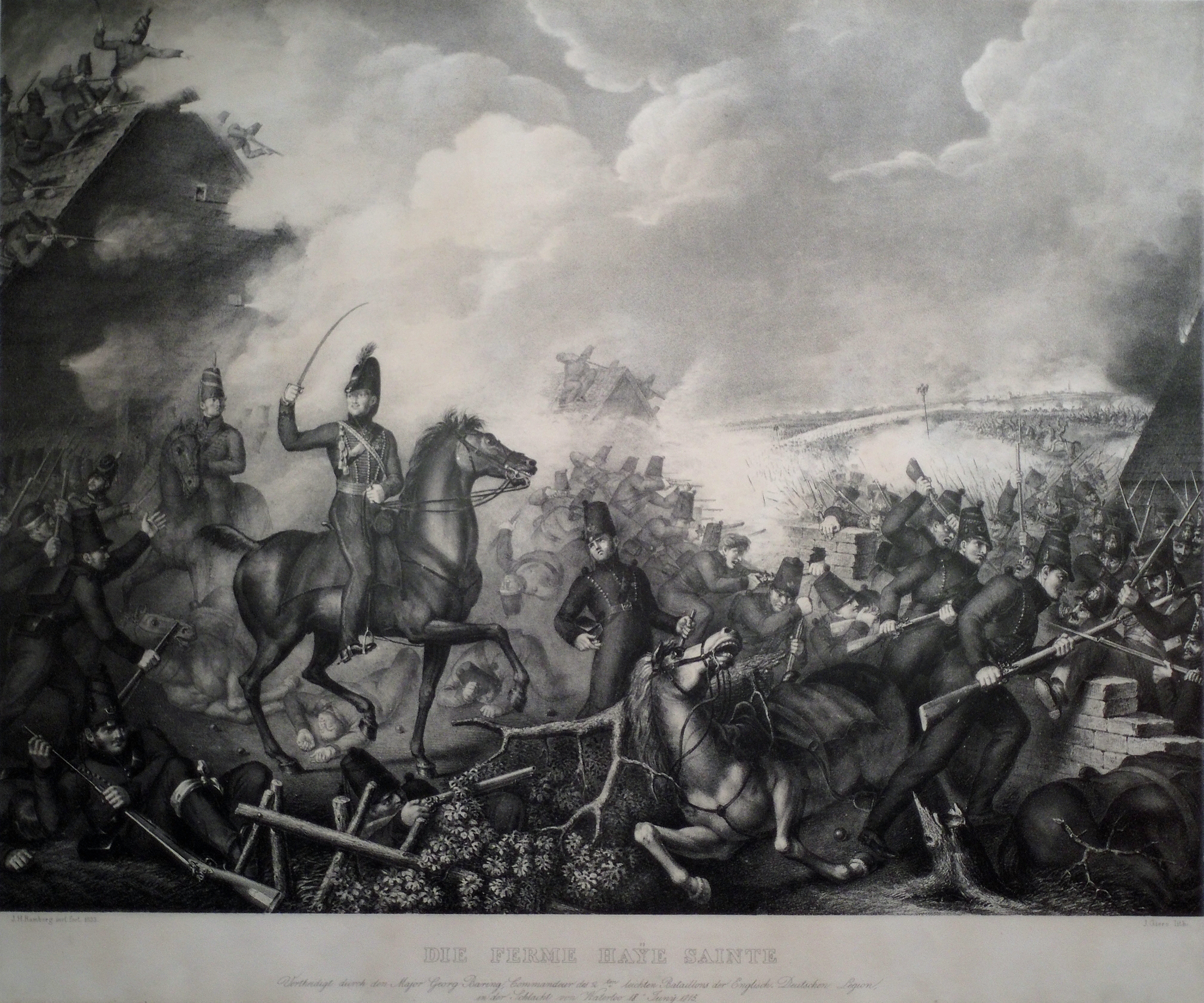
Оборона Ла-Э-Сент майором Георгом Берингом. Литография Гир, Юлиус по картине Рамберг, Иоганн Генрих, 1833

В Ла-Э-Сент расположились 2-й лёгкий батальон КГЛ под командованием майора Георга Беринга и часть 1-го лёгкого батальона КГЛ. Во время битвы их поддерживал 1-я рота 2-го полка Нассау и лёгкая рота 5-го линейного батальона КГЛ. Большинство этих войск были вооружены штуцером Бейкера с нарезным стволом, в отличие от обычного гладкоствольного мушкета британской армии Браун Бесс. Французские войска также использовали мушкеты, которые заряжались быстрее, чем штуцер Бейкера, но последний был точнее и имел примерно вдвое больший радиус действия, чем мушкеты.
И Наполеон, и Веллингтон допустили серьёзные ошибки в отношении фермы Ла-Э-Сент, за которую весь день шла схватка. Наполеон не выделил достаточно сил, чтобы захватить её в начале дня, а Веллингтон лишь в последний момент осознал стратегическую ценность этой позиции.

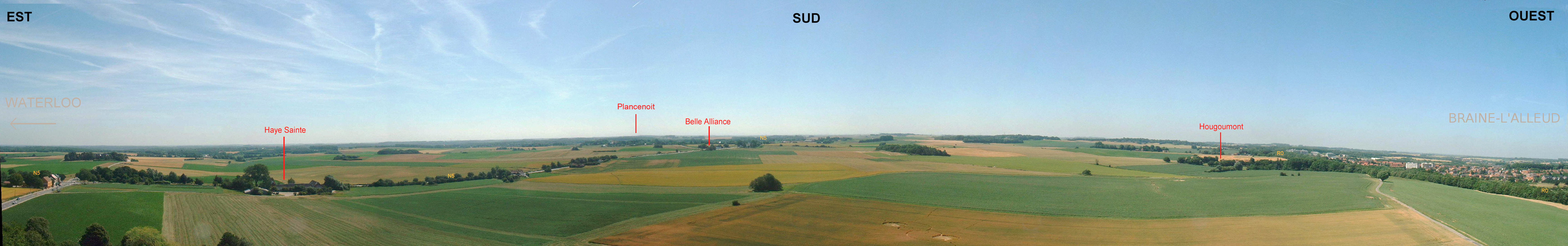
Панорама поля битвы при Ватерлоо сегодня, включая положение Ла-Э-Сент (слева)

## Атаки французов

Карта битвы при Ватерлоо с изображением Ла-Э-Сент в центре перед левым флангом д’Эрлона
Легенда:
французские войска;
англо-датские войска;
прусские войска
Сплошной цвет — пехота, наполовину закрашенный — кавалерия, значок пушки — артиллерия

В 13:00 французская батарея тяжёлой артиллерии открыла огонь перед тем, как корпус д’Эрлона (54-й и 55-й линейные пехотные полки) двинулся вперёд в колоннах. Французы сумели окружить Ла-Э-Сент и, несмотря на тяжёлые потери, нанесённые ими защитниками фермы, атаковали центр слева от линии Веллингтона. Когда центр начал уступать и Ла-Э-Сент стала уязвимой, для подкрепления было направлена дивизия Пиктона. Французы были отбиты от Ла-Э-Сент, и в атаку пошли тяжёлые кавалерийские бригады под командованием Сомерсета и Понсонби. Это облегчило положение защитников фермы.
В 15:00 Наполеон приказал маршалу Нею захватить Ла-Э-Сент. Хотя Ней и предпринял отчаянную кавалерийскую атаку войском в 8 тыс. человек, без поддержки пехоты или пушек, на пехотные каре союзников на брюссельской стороне хребта, он не смог захватить Ла-Э-Сент.
В 17:30 Наполеон повторно приказал Нею захватить Ла-Э-Сент. Французы к этому времени пробились уже близко к ферме.

## Захват французами и последний штурм

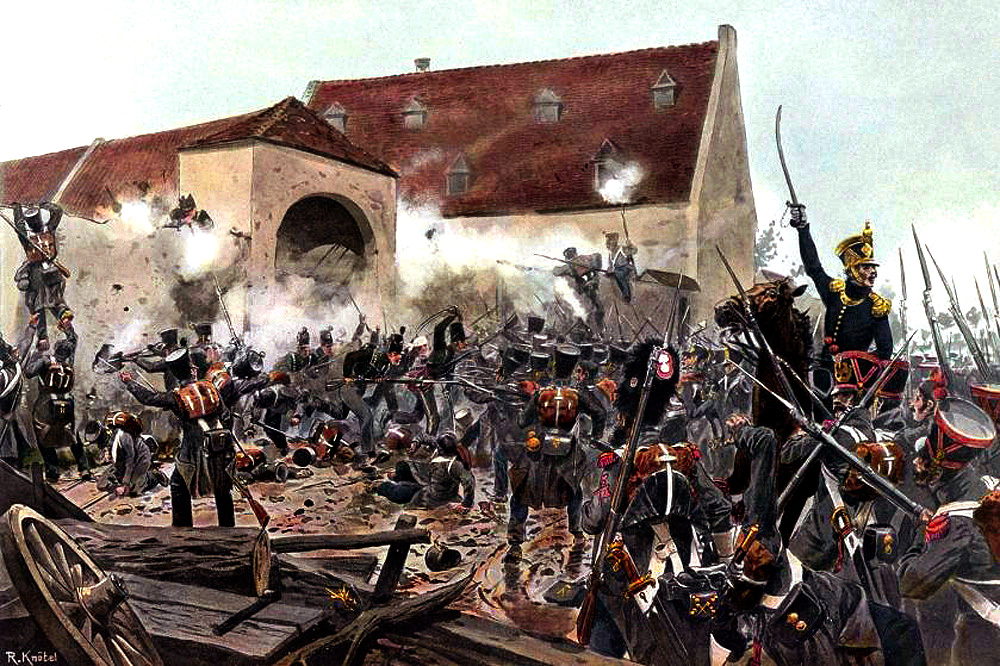
Штурм Ла-Э-Сент. Рихард Кнётель

В 18:00 маршал Ней, при поддержке артиллерии и небольшого кавалерийского отряда, принял на себя командование пехотным полком (13-й лёгкий) и ротой инженеров, и в ходе яростной атаки захватил Ла-Э-Сент. Лёгкий батальон КГЛ, который оборонял ферму, израсходовал все свои боеприпасы и был вынужден отступить.
Войска союзников не смогли сразу контратаковать, так как находились за хребтом. Французы подвели орудия для стрельбы из укрытия. Однако стрелки британского 95-го пехотного полка, находившиеся в «песчаной яме» к востоку от фермы, выбили из строя всех артиллеристов, поэтому орудия оказались неэффективными.
В 19:00, благодаря французским войскам в Ла-Э-Сент, Императорская гвардия смогла подняться на откос и атаковать союзников на брюссельской стороне хребта. Эта последняя атака была отбита и закончилась разгромом около 20:10, когда французские войска поняли, что с прибытием с востока пруссаков они обречены. Во время отступления французов Ла-Э-Сент была отбита союзниками незадолго до 21:00, когда Блюхер встретился с Веллингтоном в Бель-Альянсе.

## Ла-Э-Сент сегодня
В наше время ферма Ла-Э-Сент находится в частной собственности. У её стен установлены памятники солдатам КГЛ и французам. Напротив дома находится памятник офицерам и солдатам КГЛ.
15 декабря 1970 года ферма была признана историческим памятником.

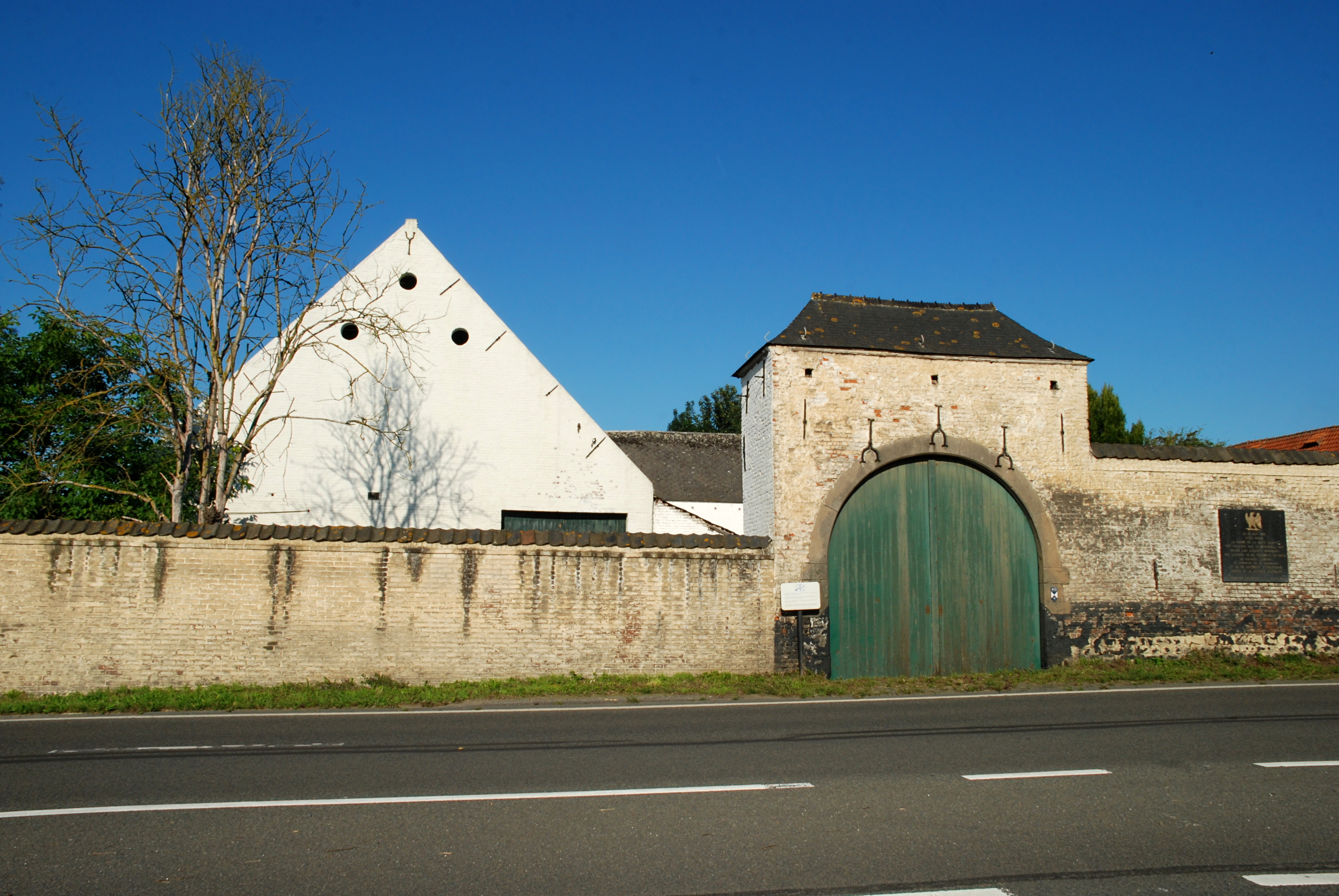
Сарай и ворота
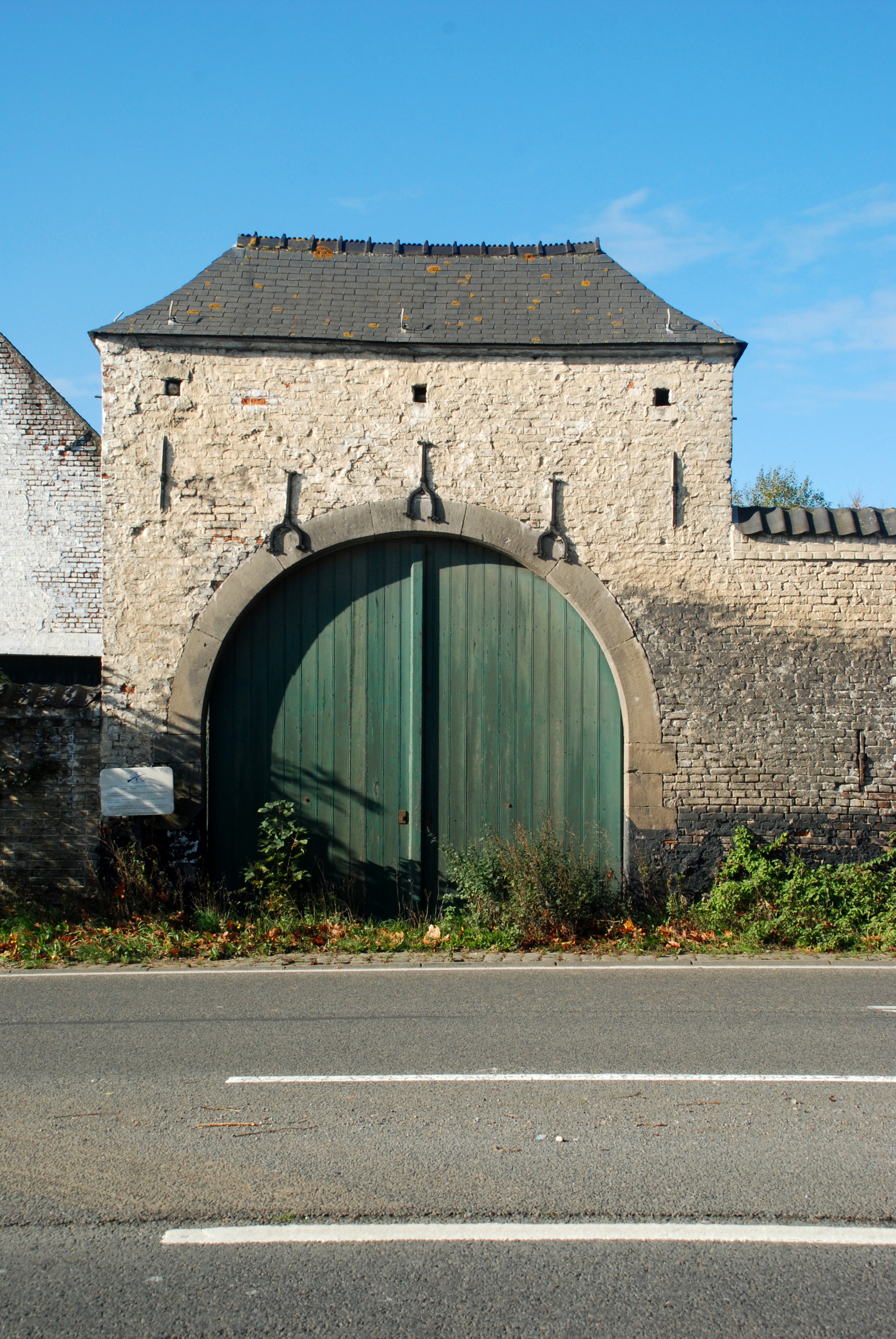
Ворота
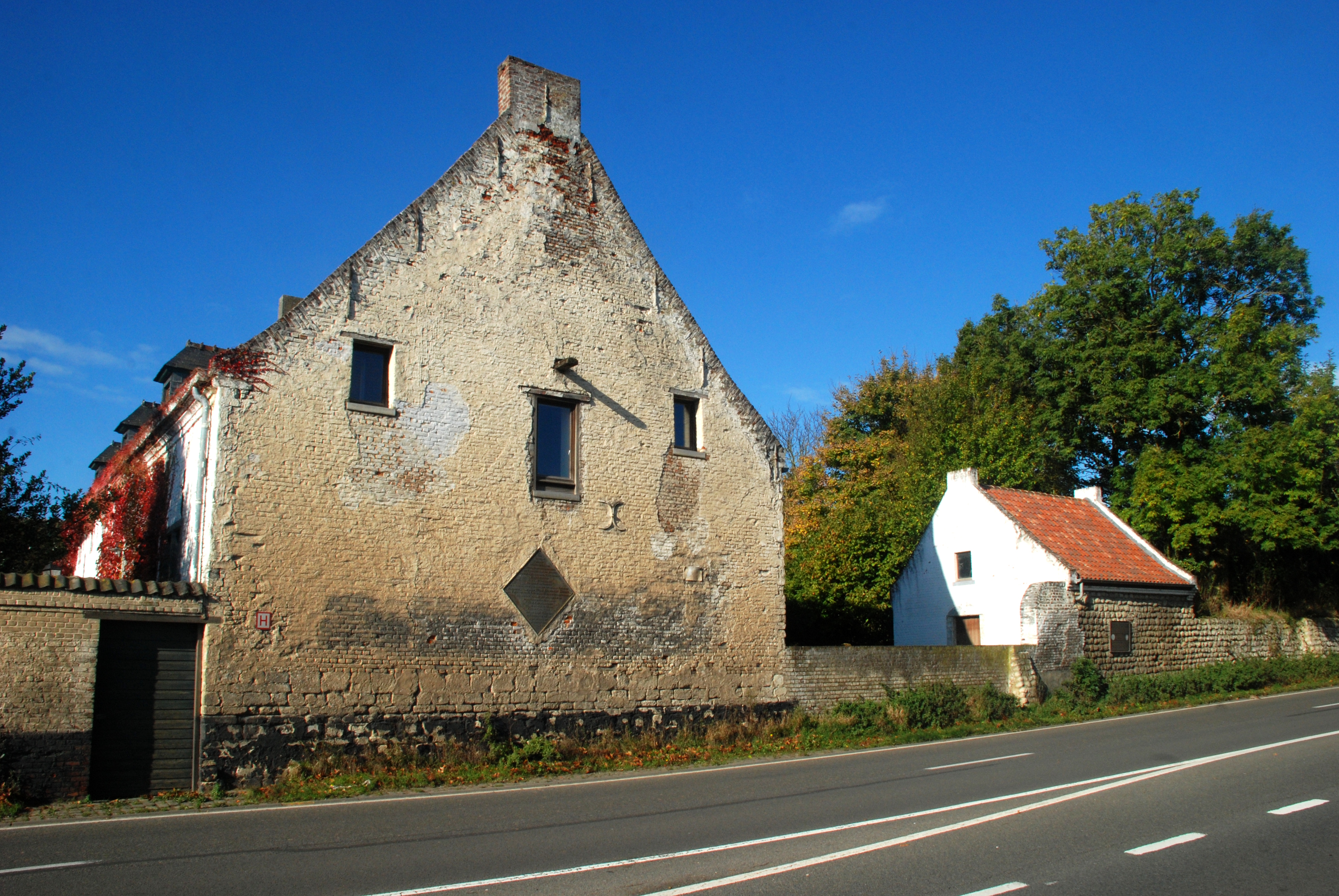
Главное здание
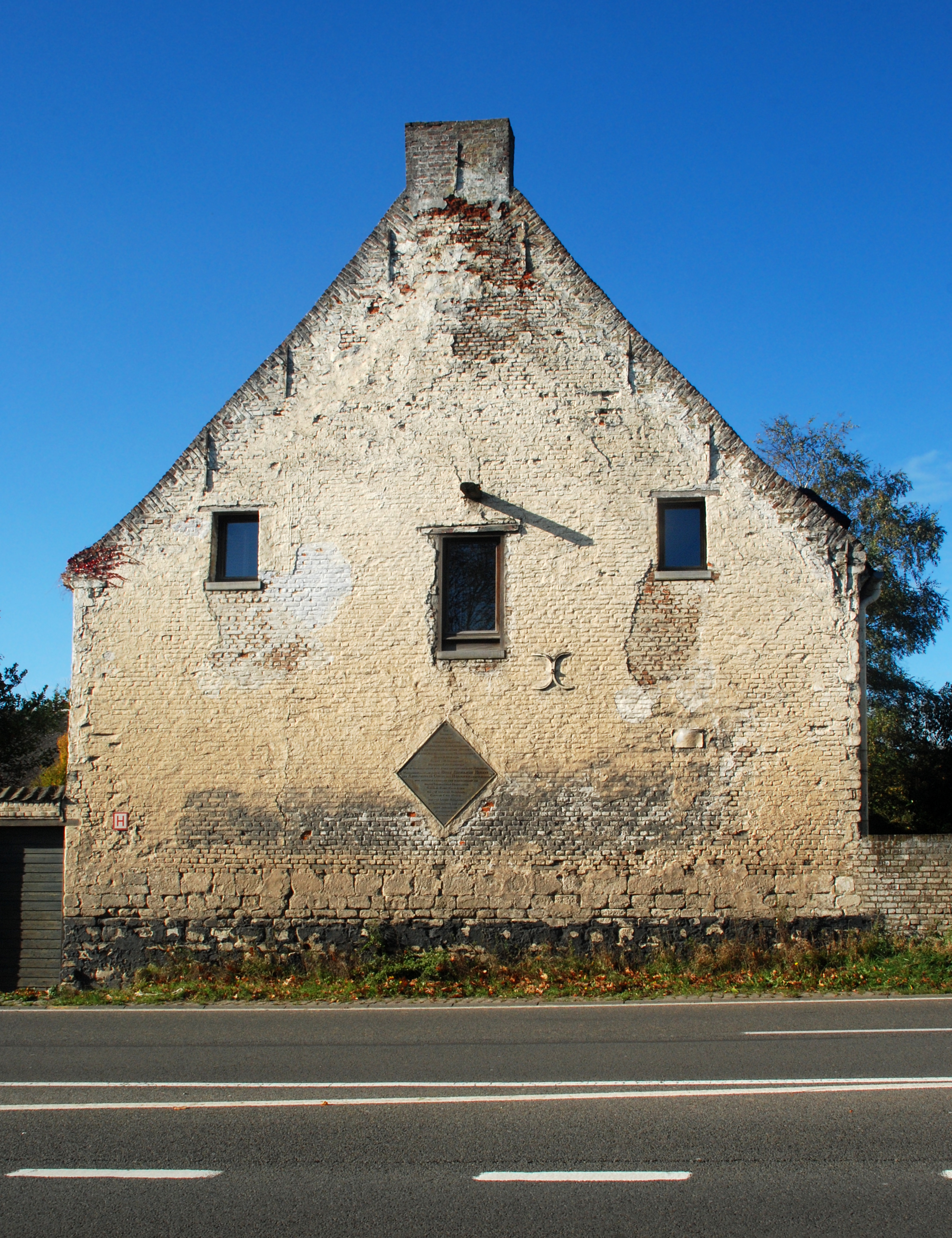
Главное здание
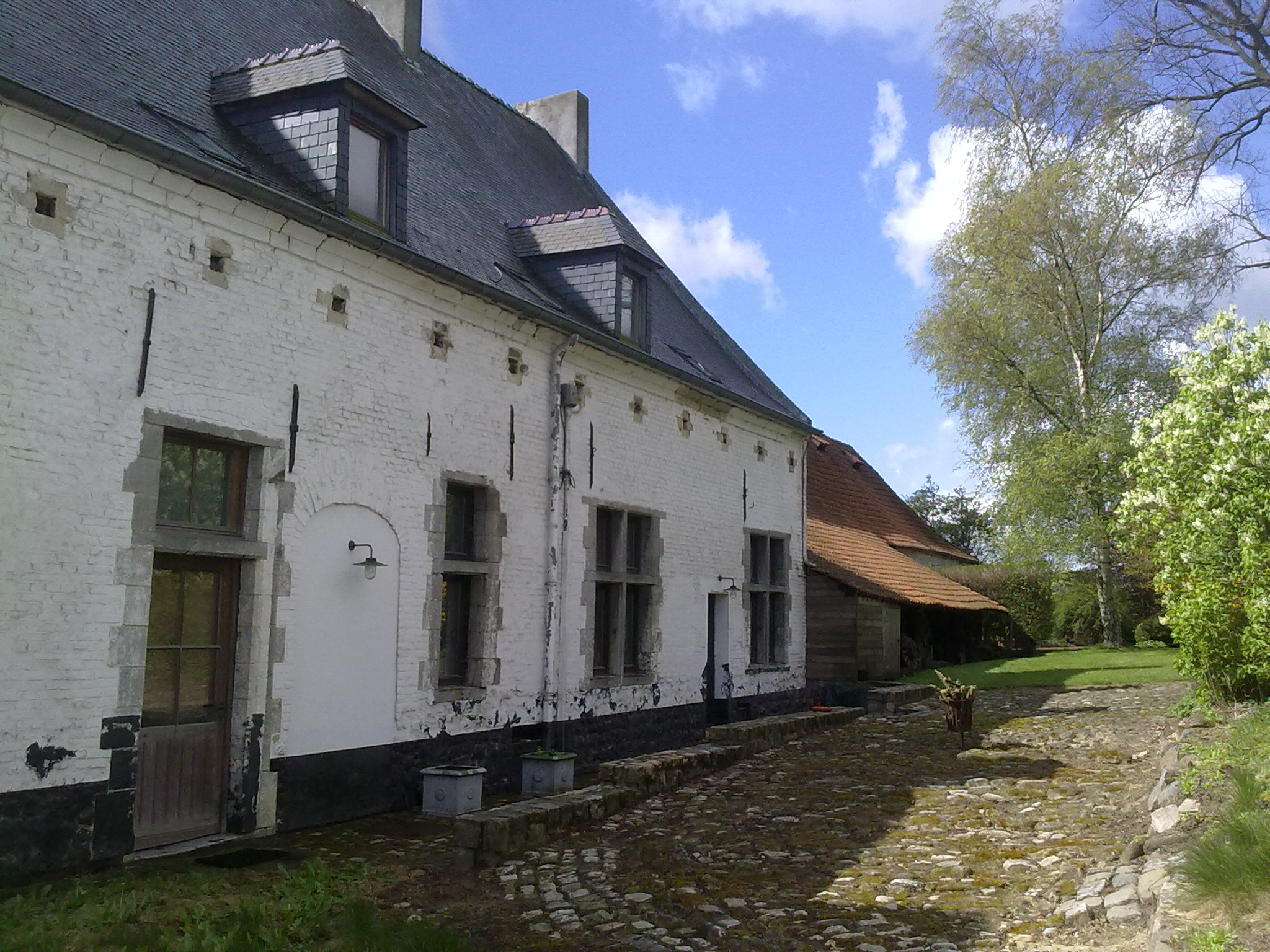
Внутренний двор
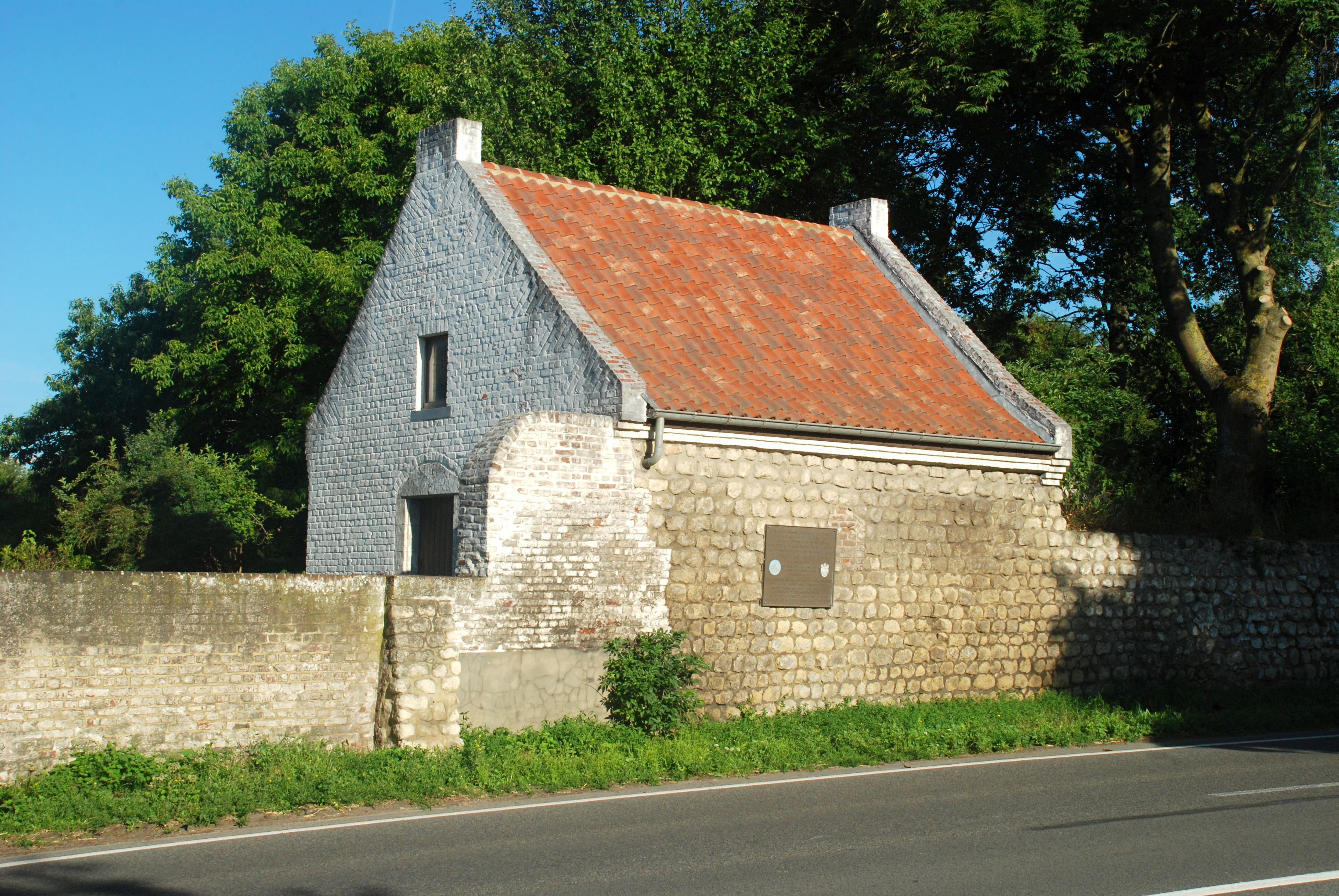
Пристройка

## Памятники и мемориальные доски

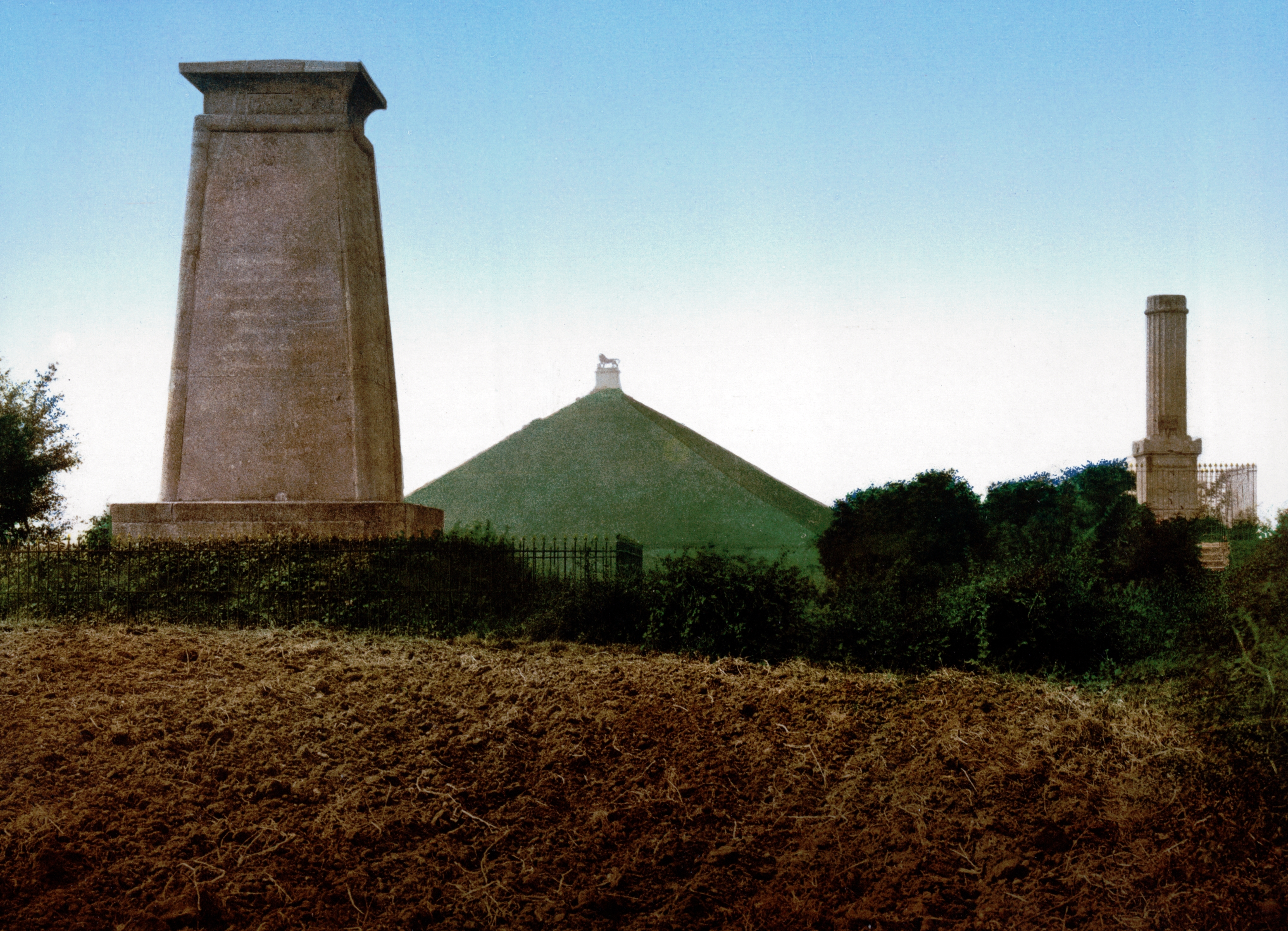
Памятники рядом с Ла-Э-Сент. Слева памятник Monument aux Hanovriens, посвящённый солдатам КГЛ, а справа памятник Гордону[англ.] в честь адъютанта Веллингтона Александра Гордона[англ.], погибшего в битве
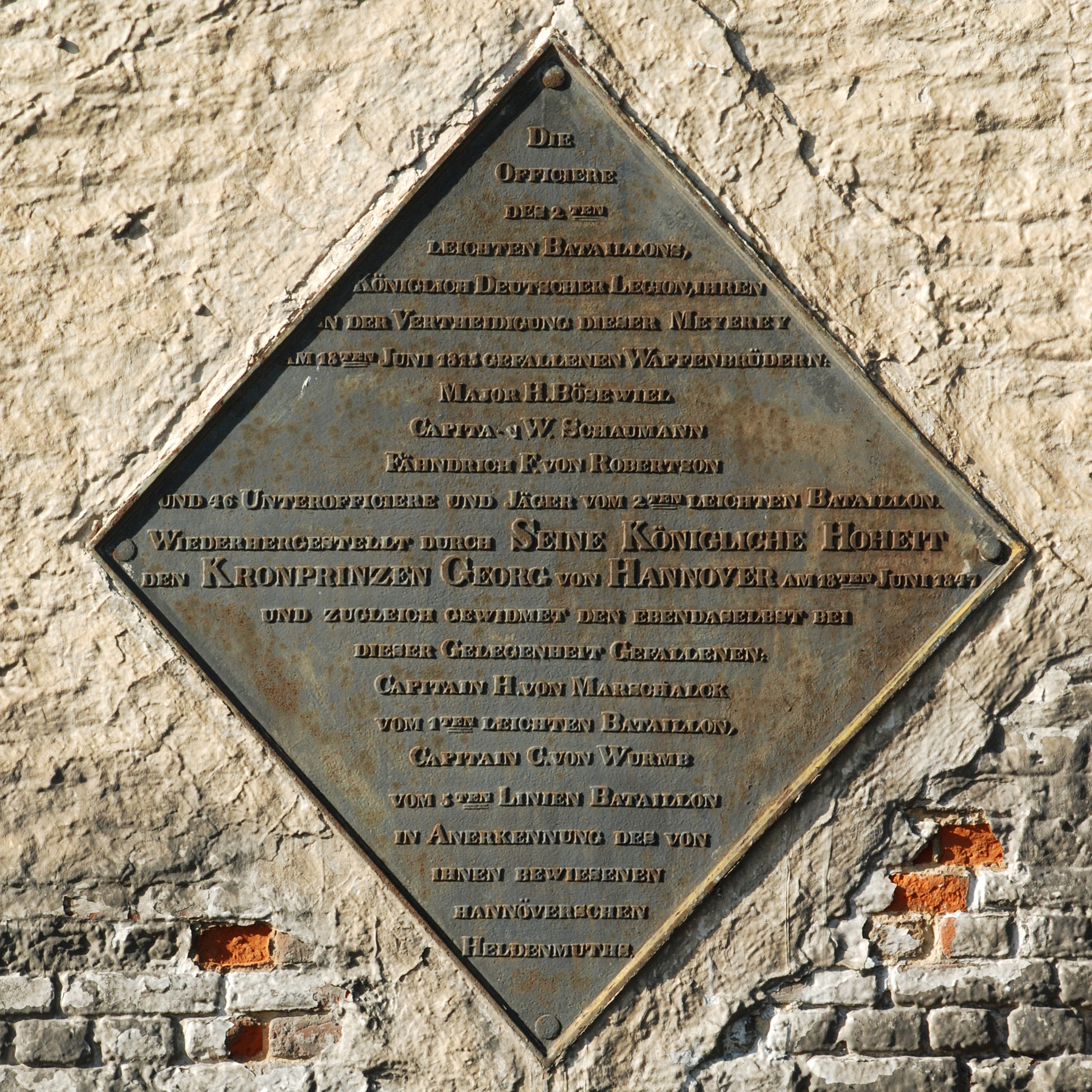
Мемориальная доска в честь офицеров КГЛ
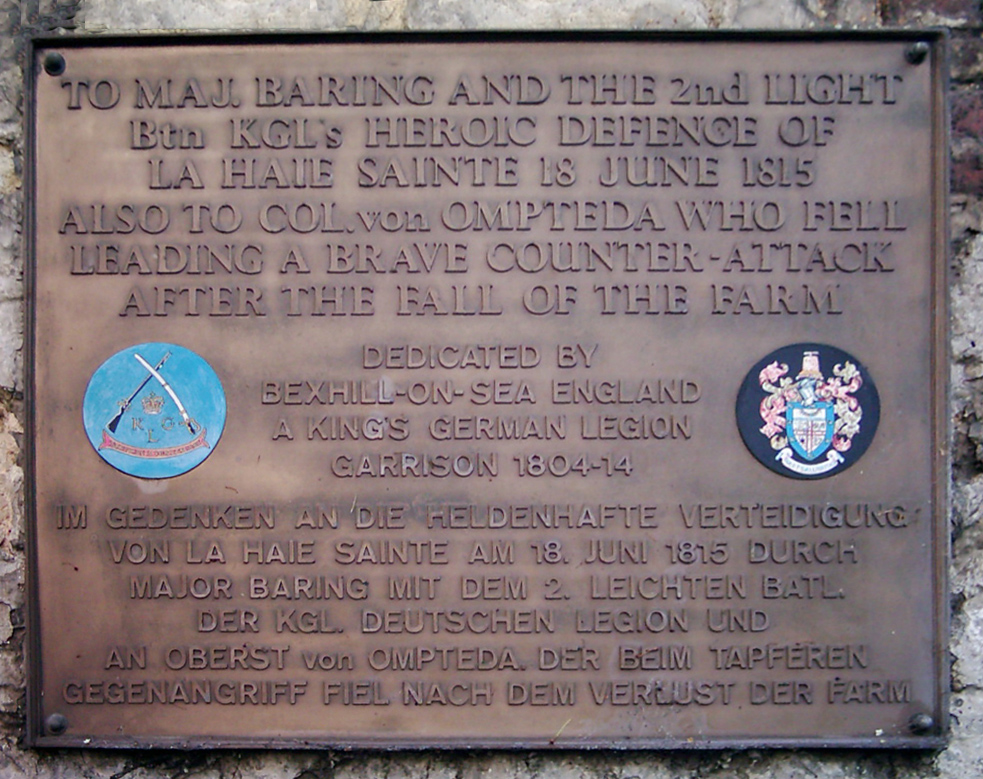
Мемориальная доска в честь майора Беринга и полковника фон Омптеды
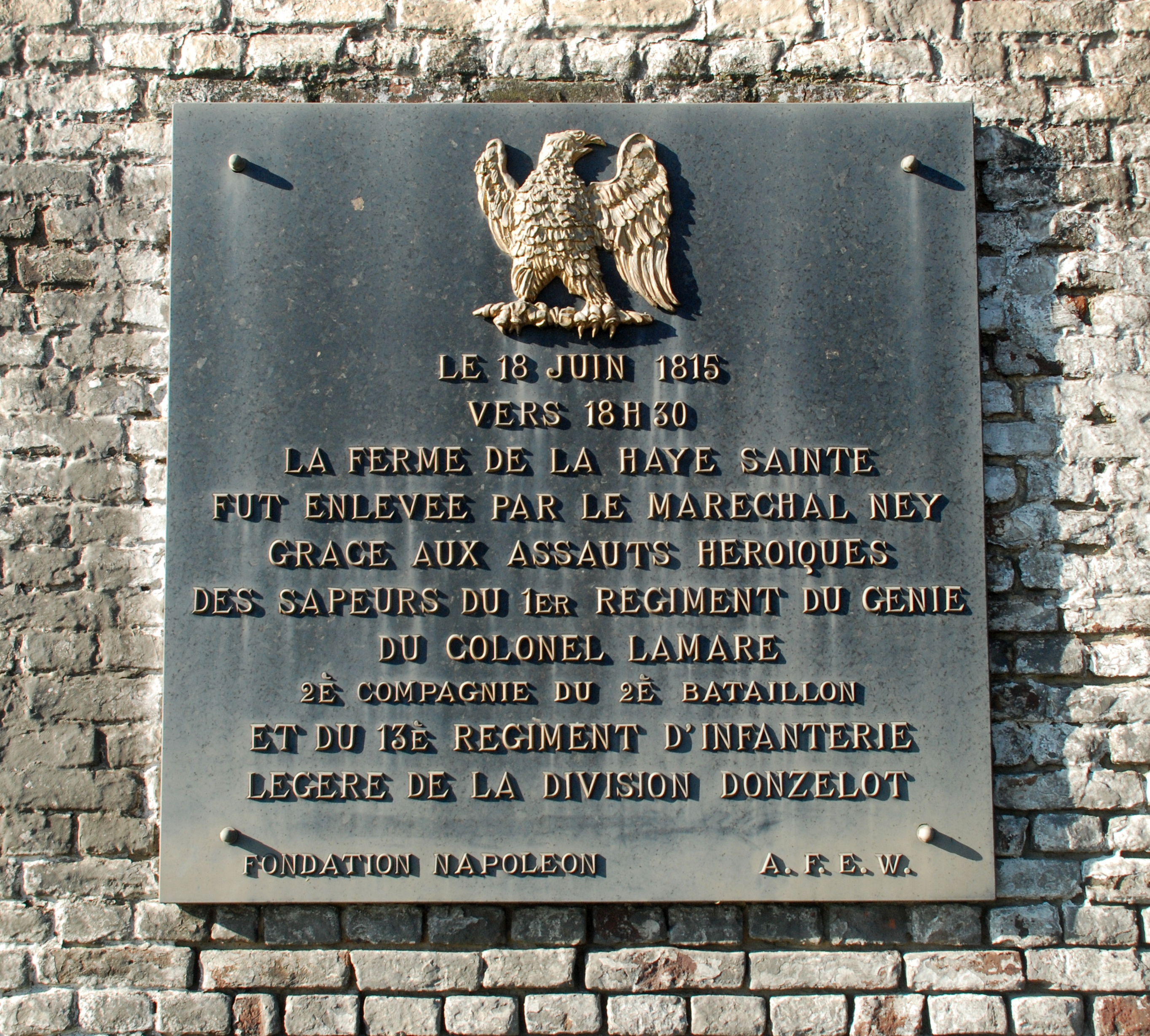
Мемориальная доска в честь захвата Ла-Э-Сент маршалом Неем

## Для дальнейшего чтения
- Beamish, North Ludlow (1832), History of the King's German Legion, vol. 1, Thomas and William Boone
- Beamish, North Ludlow (1832), History of the King's German Legion, vol. 2, Thomas and William Boone
- Liethen, Dr., Kings German Legion
- In the King's German legion. Memoirs of Baron Ompteda, colonel in the King's German legion during the Napoleonic wars, H. Grevel & Company, 1894